# Caterina Cherubini
Pour les articles homonymes, voir Cherubini (homonymie).
Caterina Cherubini, morte en 1811, est une peintre miniaturiste italienne.

## Biographie
Caterina Cherubini, active pendant une grande partie de sa carrière à Rome, est nommée membre de l'Accademia di San Luca, en 1760 ;  l'Accademia détient dans sa collection un portrait à l'huile anonyme d'elle. Elle aurait travaillé au pastel, au cours de sa carrière. Son mari, qu'elle épouse en 1750, est le peintre espagnol Francesco Preciado de la Vega. On dit qu'elle a été également poète.
Caterina Cherubini meurt en 1811.